# Narzīveh
Narzīveh (persiska: نرزیوه) är en ort i Iran.   Den ligger i provinsen Västazarbaijan, i den nordvästra delen av landet, 600 km väster om huvudstaden Teheran. Narzīveh ligger 1 403 meter över havet och antalet invånare är 253.
Terrängen runt Narzīveh är huvudsakligen kuperad, men den allra närmaste omgivningen är platt.Runt Narzīveh är det ganska tätbefolkat, med 86 invånare per kvadratkilometer. Närmaste större samhälle är Oshnavīyeh, 3,6 km nordväst om Narzīveh. Trakten runt Narzīveh består till största delen av jordbruksmark.